# Sunand T. Joshi

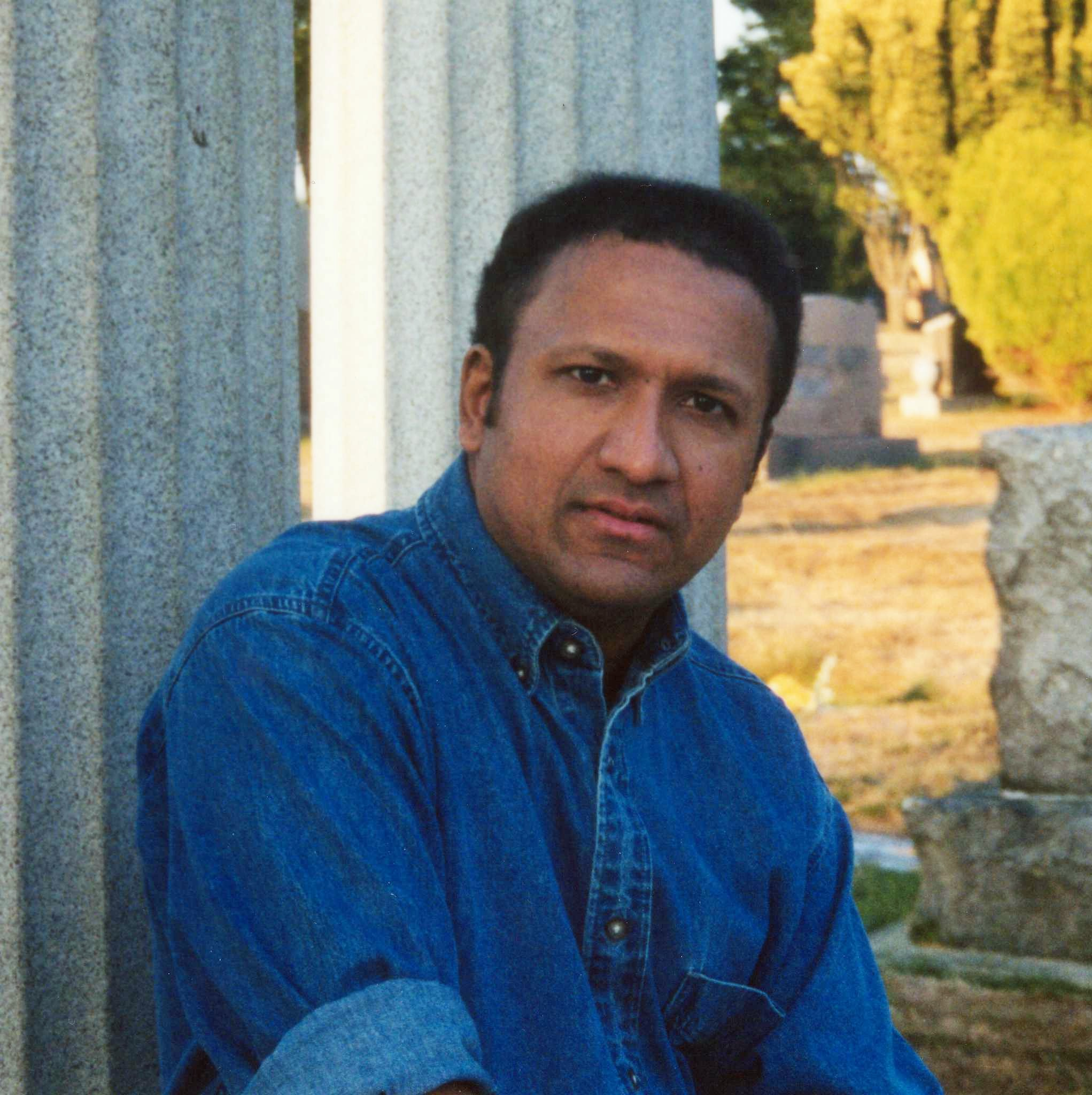
Sunand Tryambak Joshi (2002)

Sunand Tryambak Joshi (* 22. Juni 1958 in Pune, Indien) ist ein US-amerikanischer Literaturwissenschaftler, der als Biograph von Howard Phillips Lovecraft bekannt wurde.

## Leben
Geboren in Indien, lebt er seit Sommer 1963 in den Vereinigten Staaten, gegenwärtig in New York City. Er ist mit Leslie G. Boba verheiratet.
1982 erwarb er seinen Bachelor of Arts und später auch seinen Master an der Brown University. Für ein Promotionsstudium an der Princeton University erhielt er die Paul Elmer More Fellowship für klassische Philosophie.

## Werk
Seine Biographie über Howard Phillips Lovecraft, H.P. Lovecraft: A Life, ist sicher eines seiner bisherigen Hauptwerke und wurde 1996 mit dem Bram Stoker Award ausgezeichnet. Auf 700 Seiten wird das relativ ereignisarme Leben Lovecrafts dargelegt. Insbesondere interessiert sich Joshi für die geistige Entwicklung, die Lovecraft in seinem kurzen Leben durchmachte, und die es ihm gestattete, zu einem der einflussreichsten Literaten der USA in den 1930er Jahren aufzusteigen. Freilich gelang dieser Aufstieg erst spät nach seinem Tode und zwar durch seinen literarischen Nachlassverwalter August Derleth, der zu diesem Zweck sogar einen eigenen Verlag gründen musste: Arkham House.
Der Bedeutungsgewinn des Werkes von Lovecraft, das von relativ geringem Umfang ist, war selbst für einflussreiche Literaturkritiker unvorhersehbar und ist vom Volumen (der Editionen) her, durchaus mit den Werken von J. R. R. Tolkien vergleichbar. Aus diesem Grunde sah sich S. T. Joshi veranlasst, eine fundierte Biographie über Lovecraft zu schreiben, nachdem diejenige von Lyon Sprague de Camp nicht ausreichend fundiert erschien.
2005 und 2013 erhielt er den World Fantasy Award in der Kategorie Special-Pro. 1995 erhielt er zusammen mit Stefan R. Dziemianowicz und Michael A. Morrison den British Fantasy Award als Herausgeber des Kleinverlags Necrofile. 2015 erhielt er ihn als Autor für sein Sachbuch Letters to Arkham.

## Bibliografie (Auszug)
- H. P. Lovecraft: The Decline of the West (1990)
- John Dickson Carr: A Critical Study (1990)
- Lord Dunsany: Master of the Anglo-Irish Imagination (1995)
- H. P. Lovecraft: A Life. (1996) Necronomicon Press, West Warwick, Rhode Island, USA (ISBN 0-940884-88-7)
- The Annotated H.P. Lovecraft. (1997) Dell Publishing, (ISBN 978-0-440-50660-7)
- I Am Providence: The Life and Times of H. P. Lovecraft (2010)
- Ausgewählte Aufsätze zu H. P. Lovecraft – Struktur, Themen, Briefe. (OT: „Selected Essays On H. P. Lovecraft“) München 2022, ISBN 978-3-7565-0388-9